# هويسالا
كانت إمبراطورية هويسالا قوة إقليمية من شعب كاناديغا ظهرت في شبه القارة الهندية، وحكمت معظم أجزاء ما يُدعى اليوم باسم ولاية كارناتاكا الهندية، وذلك بين القرنين العاشر والرابع عشر للميلاد. كانت عاصمة هويسالا في البداية موجودة في بيلور، لكنها انتقلت لاحقًا إلى هاليبيدو.
انحدر حكام هويسالا أساسًا من مالينادو، وهي منطقة مرتفعة موجودة في سلسلة غاتس الغربية. في القرن الثاني عشر، وفي حركة لاستغلال للصراعات الداخلية بين إمبراطورية تشالوكيا الغربية وعائلة كالاتشوري في كالياني، احتلوا مناطق من ولاية كارناتاكا الحالية والأراضي الخصبة شمال دلتا نهر كافيري في ولاية تاميل نادو الحالية. بحلول القرن الثالث عشر، حكموا معظم مساحة كارناتاكا وأجزاء صغيرة من تاميل نادو وأجزاء من غربي أندرا برديش وتيلانغانا في هضبة الدكن.
مثلت حقبة هويسالا مرحلة مهمة في تطور الفن والعمارة والدين في جنوب الهند، أما أكثر الجوانب الباقية حاليًا أهمية هو عمارة هويسالا. يوجد أكثر من مئة معبد باق من فترة هويسالا منتشر على امتداد كارناتاكا.
تتضمن المعابد المشهورة الباقية «التي تقدم صورة رائعة عن فن النحت الغني» معبد تشيناكيشافا في بيلور ومعبد هويسايوارا في هاليبيدو ومعبد تشيناكيسافا في سوماناتابورا. اهتم حكام هويسالا أيضًا بالفنون الجميلة والأدب، إذ شجعوا ازدهار النشاط الأدبي الكنادي والسنسكريتي.

## التاريخ
يروي الفولكلور الكنادي قصة رجل شاب اسمه سالا، والذي أنقذ معلمه الجايني سوداتا من خلال ضرب نمر صادفه قرب معبد الإلهة فاسانتيكا في أنغادي -المعروفة الآن باسم سوسيفورو- وأرداه قتيلًا. تُترجم كلمة «ضربة» حرفيًا إلى «هوي» باللغة الكنادية القديمة، ومن هنا أتت تسمية «هوي – سالا». ظهرت هذه الأسطورة بدايةً في مخطوطة بيلور الأثرية لفيشنوفاردهانا (1117)، لكن وبسبب وجود عدد من الثغرات في هذه القصة تبقى مجرد أسطورة فولكلورية. قد تكون هذه الأسطورة حدثت بالفعل أو حصلت على الشعبية بعد انتصار الملك فيشنوفاردهانا على سلالة تشولا في تالاكادو إذ تصور رموز هويسالا قتالًا بين المحارب الأسطوري سالا مع النمر، فالنمر يمثل رمزًا لسلالة تشولا.
لمحت المخطوطات القديمة التي تعود إلى عامي 1078 و1090 إلى أن سلالة هويسالا تنحدر من عائلة يدافا من خلال الإشارة إلى عشيرة يدافا باسم «عشيرة هويسالا». لكن لا توجد أدلة باكرة تربط وبشكل مباشر عشيرة هويسالا بعشيرة يدافا التي تعود أصولها إلى شمال الهند.
يشير المؤرخون إلى مؤسسي هذه السلالة الحاكمة باعتبارهم من السكان الأصليين لمالينادو اعتمادًا على المخطوطات العديدة التي تدعوهم باسم ماليبارولغاندا أو «سيد الزعماء (التلال) الذكور» (ماليباس قد تعني تلالًا أو زعماء). استخدم ملوك هويسالا هذا اللقب الكنادي بفخر كتوقيع ملكي في مخطوطاتهم. ساعدت المصادر الأدبية الكنادية (جاتاكاتيلاكا) والسنسكريتية (غادياكارنامريتا) أيضًا على تأكيد كونهم سكانًا اصليين للمنطقة المعروفة اليوم باسم كارناتاكا.
تعود أولى السجلات العائلية لهويسالا إلى عام 950 للميلاد وتدعو أريكالا زعيمًا للعائلة الحاكمة، يليه كل من ماروغا ونريب اكاما الأول (976). كان الحاكم التالي موندا (1006 – 1026) تلاه نريبا كاما الثاني الذي حمل ألقابًا مثل بيرمانادي تظهر تحالفًا باكرًا مع عائلة غانغا الغربية. من هذه البدايات المتواضعة، بدأت سلالة هويسالا بالتحول إلى رديف قوي لإمبراطورية تشالوكيا الغربية. من خلال فتوحات فيشنوفاردهانا العسكرية الواسعة، تمكنت عشيرة هويسالا أخيرًا من الوصول إلى مستوى مملكة حقيقية للمرة الأولى. انتزع غانغافادي من عشيرة تشولا عام 1116 ونقل العاصمة من بيلور إلى هاليبيدو.
تحقق حلم فيشنوفاردهانا بإنشاء إمبراطورية مستقلة من خلال حفيده فيرا بالالا الثاني، والذي حرر الهويسالا من التبعية بين عامي 1187 و1193. بذلك بدأ الهويسالا كتابعين لإمبراطورية تشالوكيا الغربية ثم أسسوا بالتدريج إمبراطوريتهم الخاصة في كارناتاكا من خلال ملوك أقوياء لعشيرة هويسالا مثل فيشنوفاردهانا وفيرا بالالا الثاني ولاحقًا فيرا بالالا الثالث. خلال هذا الوقت، شهدت هضبة الدكن صراعًا رباعيًا على السيطرة، وكانت الممالك الثلاث الأخرى هي البانديائيون والكاكاتيا والسونا (عشيرة يدافا). تمكن فيرا بالالا الثاني من هزيمة مملكة بانديا العدوانية عندما اجتاحوا مملكة تشولا. حصل على عدة ألقاب منها «مؤسس مملكة تشولا» (تشولا راجيابراتيشتاتشاريا) و «إمبراطور الجنوب» (داكشينا تشاكرافارتي) و «إمبراطور هويسالا» (هويسالا تشاكرافارتي). أسس مدينة بنغالورو وفقًا للقصص الفولكلورية الكنادية.
مدت عشيرة هويسالا نفوذها إلى المناطق المعروفة اليوم باسم تاميل نادو نحو عام 1225، جاعلين مدينة كنانور كوبام قرب سريرانغام عاصمة إقليمية ما أعطاهم السيطرة على سياسة جنوب الهند التي دخلت فترة من سيطرة هويسالا جنوبي الدكن. حصل ابن فيرا ناراميشا الثاني، والذي حمل اسم فيرا سوميشوارا على لقب شرفي هو «العم» (مامادي) من البانديائيين والتشولا. انتشر نفوذ هويسالا ليشمل مملكة بانديا أيضًا. قرابة نهاية القرن الثالث عشر، أعاد فيرا بالالا الثالث السيطرة على أراض في منطقة تاميل التي سقطت سابقًا نتيجة تمرد بقيادة بانديا، وبذلك وحد الأجزاء الشمالية والجنوبية من المملكة.
كان هناك تغيرات سياسية هامة قيد الحدوث في منطقة الدكن خلال مطلع القرن الرابع عشر عندما وقعت مساحات واسعة من الهند الشمالية تحت الحكم الإسلامي. عقد سلطان دلهي علاء الدين الخلجي العزم على إخضاع جنوب الهند لسلطته، وأرسل قائده العسكري مالك كافور في رحلة إلى الجنوب بهدف نهب عاصمة السونا ديفاغيري عام 1311. تمكن من إخضاع إمبراطورية السونا بحلول عام 1318 ونُهبت عاصمة الهويسالا هاليبيدو مرتين الأولى عام 1311 والثانية عام 1327.
بحلول عام 1336، كان السلطان قد أخضع البانديائيين في مادوراي والكاكاتيائيين في ورنجل ومملكة كامبيلي الصغيرة. كانت هويسالا الإمبراطورية الهندوسية الوحيدة التي قاومت الجيوش الغازية. تمركز فيرا بالالا الثالث في تيروفانامالاي وأبدى مقاومة شرسة للغزاة من الجنوب ولسلطنة مادوراي من الجنوب. لاحقًا، وبعد نحو ثلاثة عقود من المقاومة، قُتل فيرا بالالا الثالث في معركة مادوراي عام 1343، وبذلك خضعت الأراضي المستقلة التابعة لإمبراطورية هويسالا للاندماج مع المناطق الواقعة تحت إدارة هاريهارا الأول في منطقة نهر تونغابهادرا. قاومت المملكة الهندوسية الجديدة الغزوات الشمالية، ثم شهدت فترة من الازدهار وأصبحت معروفة باسم إمبراطورية فيجاياناغارا.

## الاقتصاد
دعمت إدارة هويسالا ذاتها من خلال الواردات الآتية من الاقتصاد الزراعي. قدم الملوك منحًا من الأراضي كمكافآت على الخدمة، ثم وزع ملاك الأراضي الجدد هذه الأراضي على مستأجرين ينتجون المنتجات الزراعية ويستغلون موارد الغابات. كان هناك نوعان من ملاك الأراضي (غافوندا)؛ غافوندا الشعب (براجا غافوندا) كانت طبقة اجتماعية أدنى مرتبة من الأسياد الأثرياء للغافوندا (برابهو غافوندا). كانت المرتفعات (مناطق مالناد) بمناخها المعتدل مناسبة لتربية الماشية وزراعة بساتين الفاكهة والتوابل. انتشرت حقول الأرز والذرة بشكل كبير في السهول الاستوائية (باليناد). جمع الهويسالا الضرائب لقاء أنظمة الري مثل الخزانات والمستودعات المائية المزودة بصمامات وقنوات وآبار بُنيت جميعها على حساب الفلاحين المحلين الذين تحملوا أيضًا نفقات صيانتها. بُنيت خزانات الري الكبرى مثل فيشنوساغارا وشانتيساغارا وبالالاراياساغارا على نفقة الدولة.
كان استيراد الخيول لاستخدامها في النقل وفرق الفرسان العسكرية للممالك الهندية مجال عمل مزدهرًا على الساحل الغربي. استغل السكان الغابات للحصول على الأخشاب الوفيرة مثل الساج الكبير الذي كان يُصدر عبر الموانئ الموجودة في المنطقة المعروفة حاليًا باسم كيرلا. تذكر سجلات سلالة سونغ الصينية وجود تجار هنود في موانئ جنوب الصين، ما يشير إلى تجارة نشطة بين البلدين عبر البحر.

## معرض صور

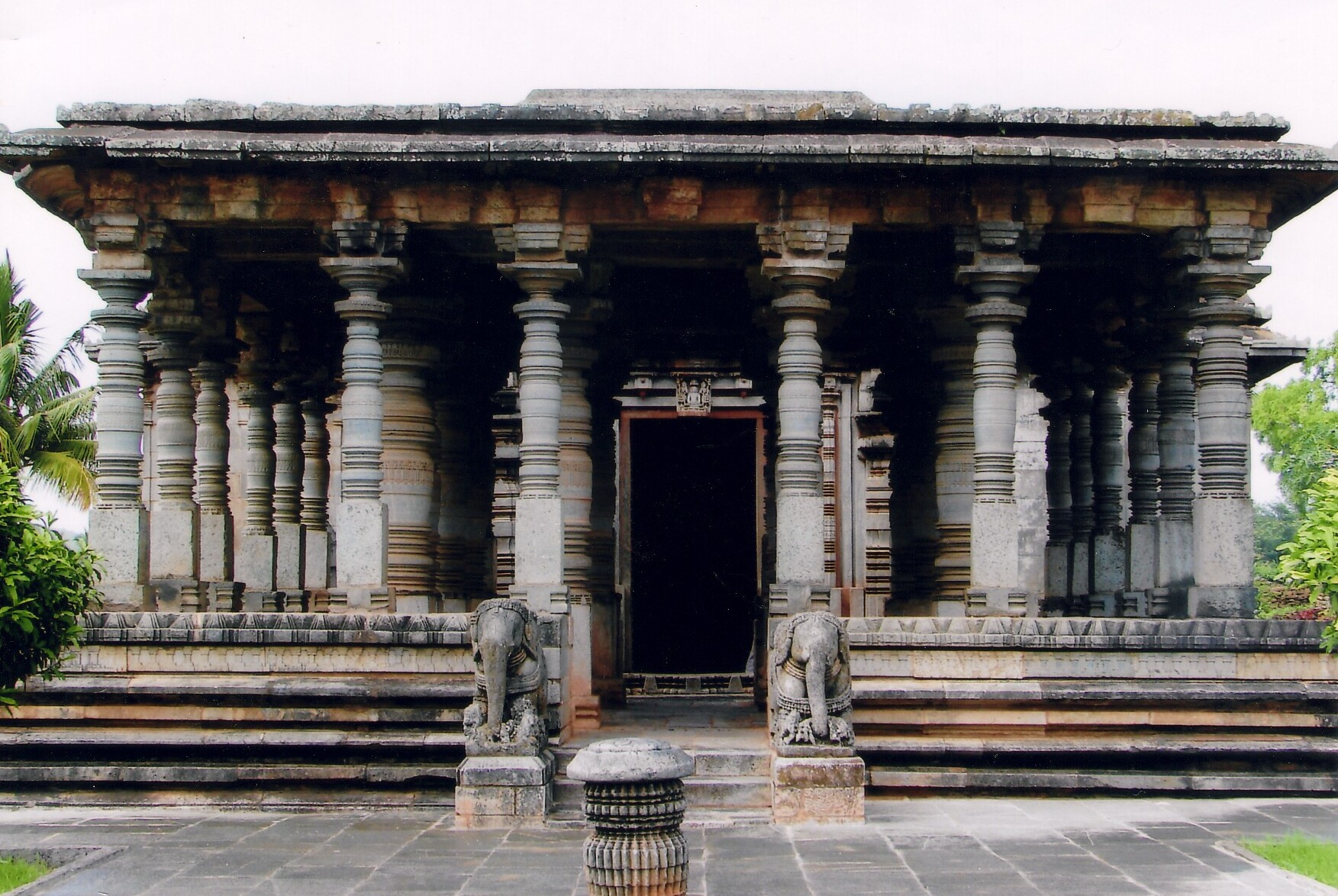
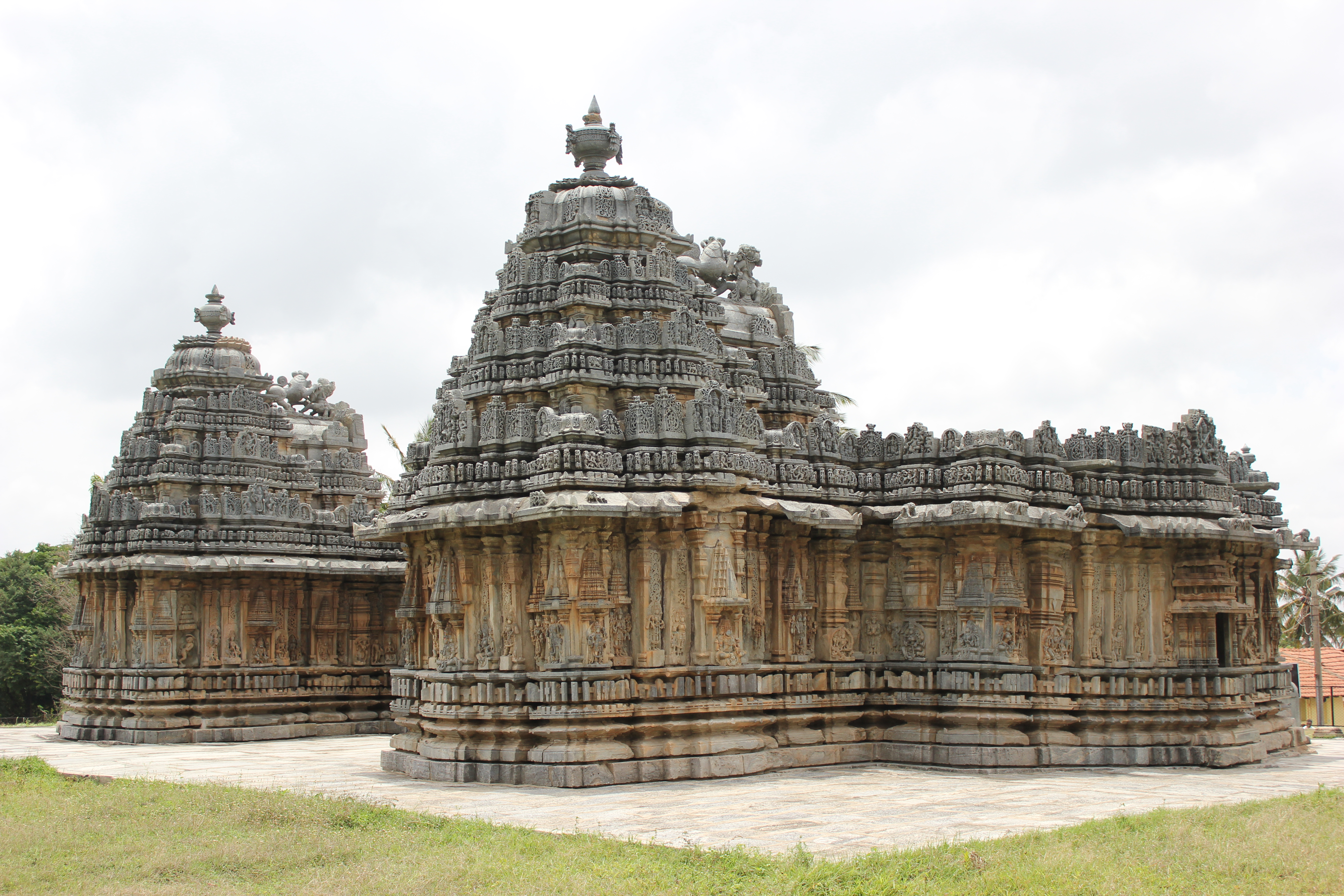
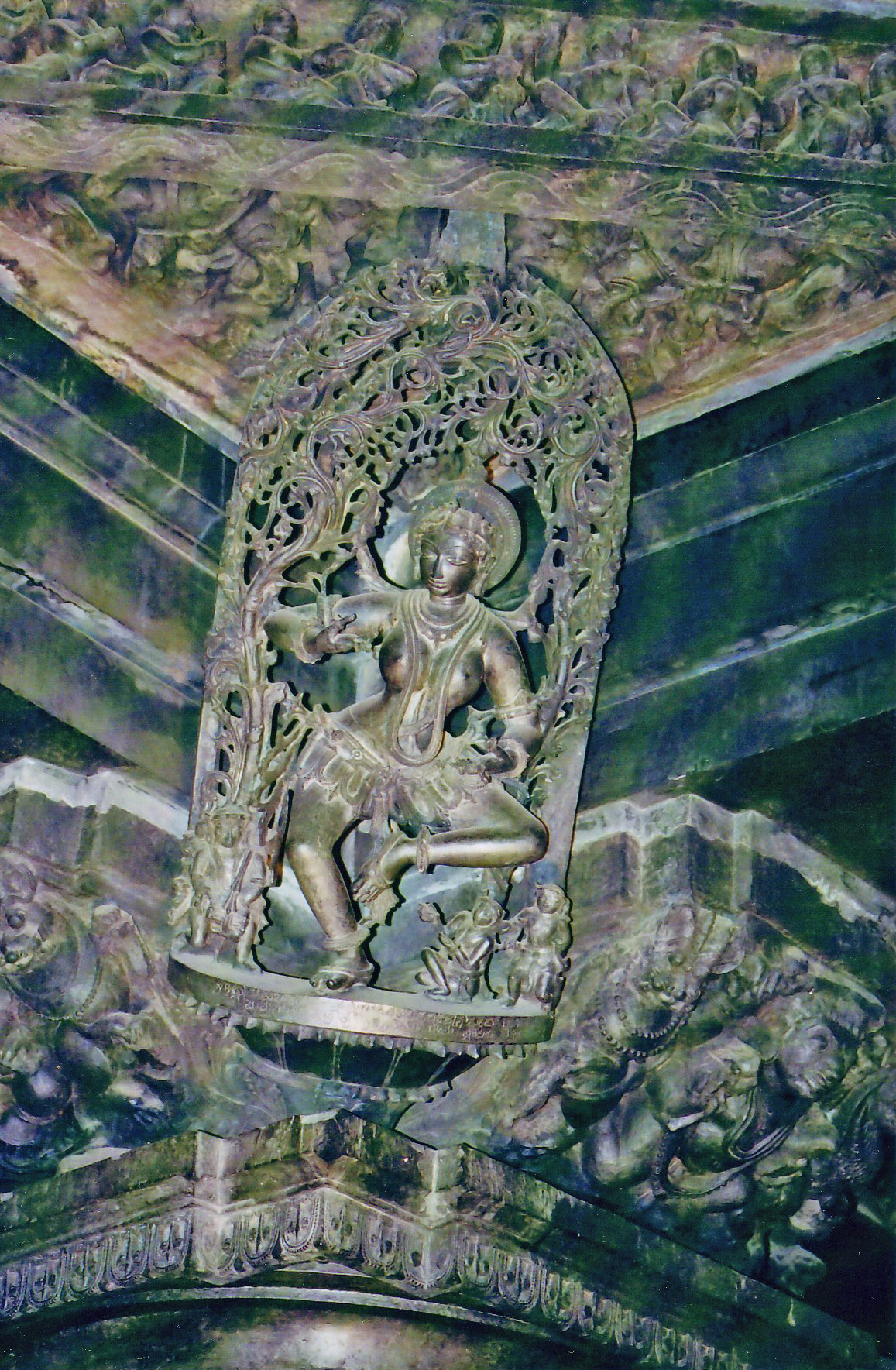
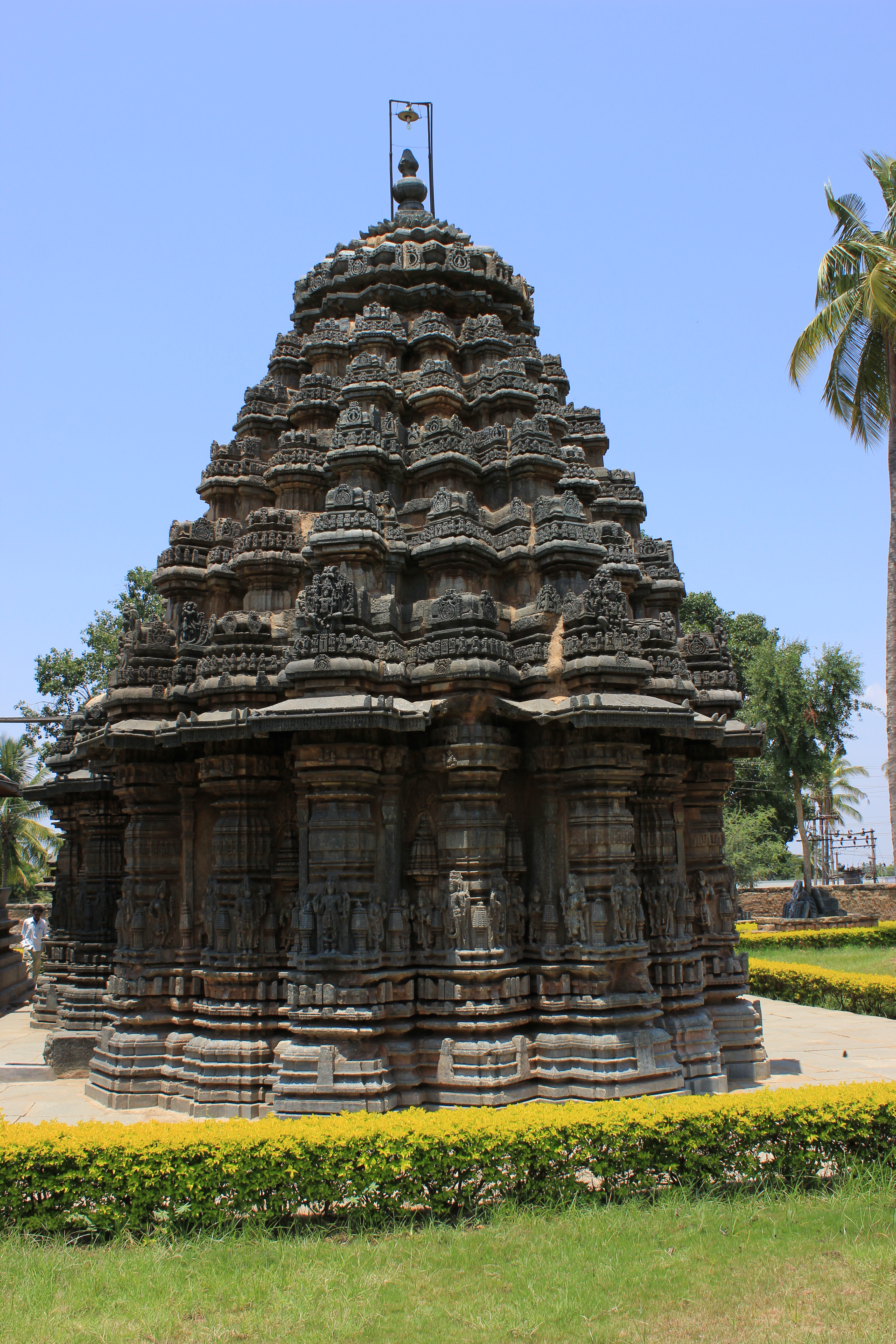
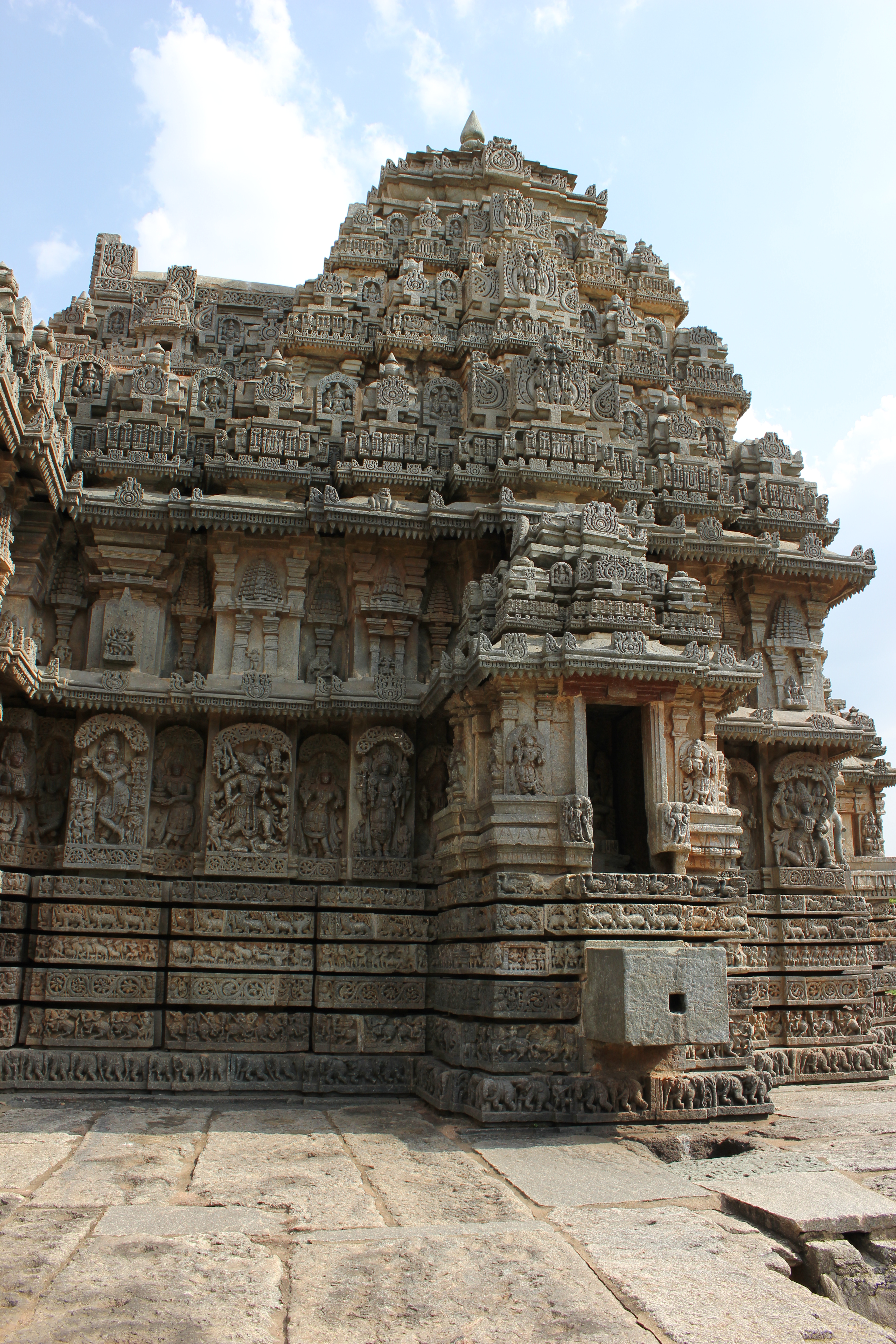